# Lewis County (Kentucky)
Lewis County is een county in de Amerikaanse staat Kentucky.
De county heeft een landoppervlakte van 1.255 km² en telt 14.092 inwoners (volkstelling 2000). De hoofdplaats is Vanceburg.

## Bevolkingsontwikkeling

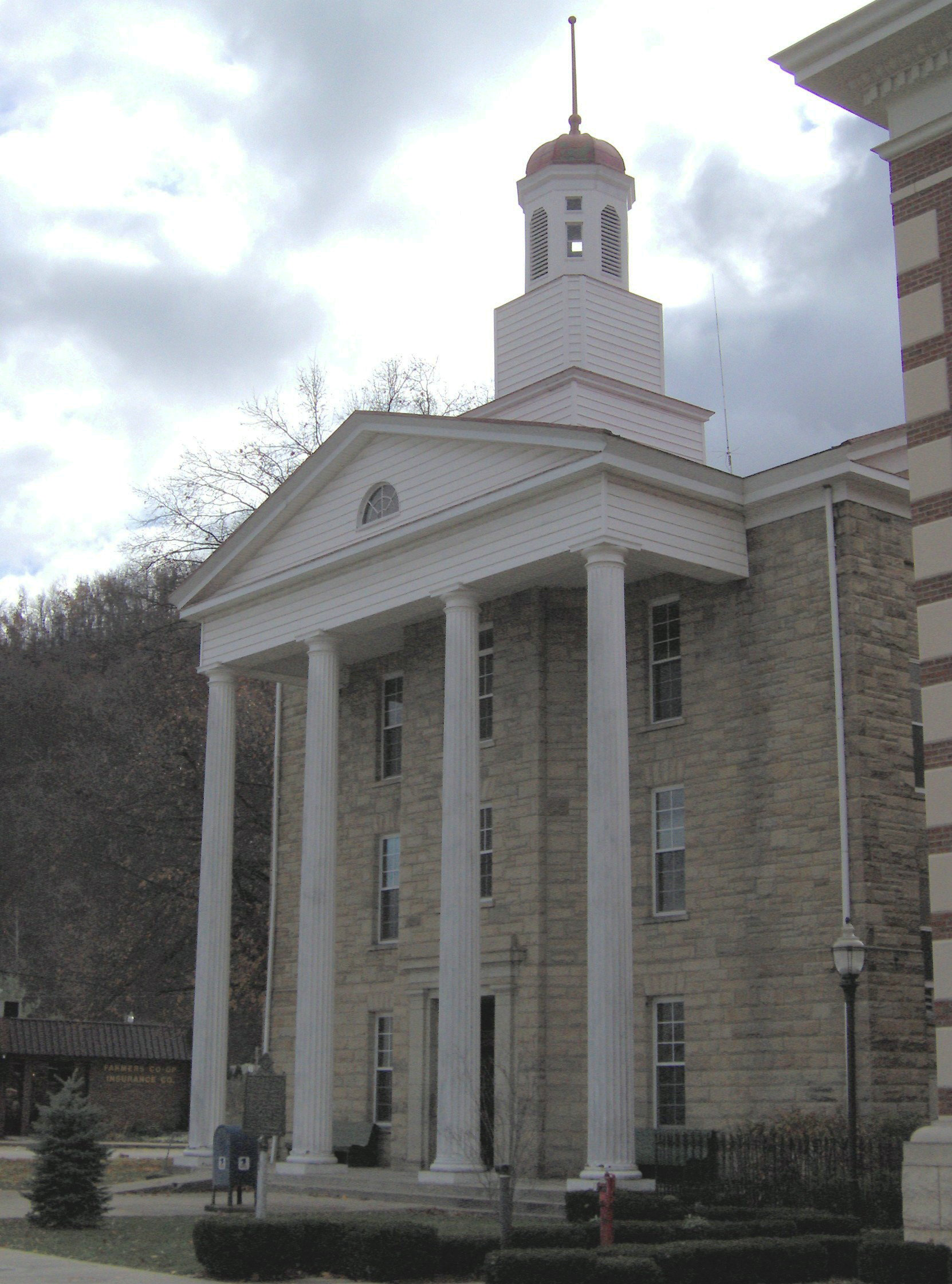
Lewis County Courthouse